# 8つの演奏会用練習曲 (カプースチン)
8つの演奏会用練習曲 作品40は、ニコライ・カプースチンが1984年に作曲したピアノのための練習曲集。

## 概要
1937年にウクライナのゴルロフカに生まれたカプースチンは、7歳でピアノを弾きはじめ、モスクワ音楽院ではアレクサンドル・ゴリデンヴェイゼルの下で研鑽を積んだ。このモスクワ時代にジャズと出会い、クラシック音楽の構築性とジャズの語法を融合させた音楽を作曲するようになる。1950年代と60年代にはジャズのピアニスト、作曲家などとして名声を高めるも、本人はジャズのイディオムで作曲するようになったクラシック音楽の作曲家であると主張していた。
本作はピアノソナタ第1番に続く作品として、先に完成していた第8曲に合わせて1984年に一気に作曲された。全8曲はスウィングやブギウギ、さらにロックやラテンのリズムを盛り込み、様式的な広がりをピアノの超絶技巧によってまとめあげている。全曲を通して演奏することを想定して調性の配置に配慮がなされているが、一部を抜粋して演奏することもできるようになっている。
本作は既にカプースチンの方法論を示す「標準的作品」となり得ており、練習曲集というジャンルで称賛されるフランツ・リストやセルゲイ・リャプノフ等の作品にも引けを取ることがない。作曲者のピアノ曲の中で最大の人気を勝ち得ており、多くの著名なピアニストによって取り上げられている。

## 楽曲構成
全8曲で構成され、全曲の演奏時間は約22-23分。

### 第1曲：前奏曲
"Prelude" Allegro assai 4/4拍子
8ビートを刻むラテンのリズムで貫かれている。12小節の導入から既に南米の街路を想起させ、旋律と伴奏が混然一体となり忙しなく進んでいく。主題の繰り返しはジャズの即興演奏を思わせるような変奏により行われる。

### 第2曲：夢
"Rêverie" Moderato 12/8拍子 - Doppio movement 3/4拍子
三部形式。思慮深く、柔和でありながら難渋な重音の音型で開始する。この部分のリズムはロックに由来するものである。中間部は3/4拍子に転じて、純然たるジャズのイディオムで書かれている。中間部の主題は第8曲において、副主題として回想されることになる。

### 第3曲：トッカティーナ
"Toccatina" Allegro 4/4拍子
第1曲と同じジャズ・ロックの様式に則りながら、さらに推進力を増している。同音連打の音型が様々な音程で現れるようになっており、この音の効果で8ビートが明瞭に刻まれる仕組みとなっている。ブルー・ノート・スケールに基づく主題と歌謡性の高い主題の2つの旋律から構成されている。

### 第4曲：思い出
"Reminiscence" Larghetto 3/4+4/4拍子
はじめ7/4拍子で書かれたが、3/4拍子と4/4拍子が交代する形に書き改められた。複雑なパッセージで構築された清澄な装飾音型が全体を覆っており、その金線細工のような音の連なりが時にピアノの低音域にまで及ぶ大きなうねりを生み出していく。

### 第5曲：冗談
"Raillery" Vivace 4/4拍子
ブギウギのスタイルによる。まず12小節からなるブルース形式の主題が提示され、これが計8回奏される中で次第に発展を遂げていく。和声的な味付けは移り変わっていくものの、その洗練された処理が曲の軸を揺るがすことはない。

### 第6曲：パストラール
"Pastorale" Allegro moderato 4/4拍子
効果の高い多層的な楽想が用いられている。箸休め的な上機嫌の楽曲となっているが、演奏技術の面では他の曲に引けを取らない高度なものを要求している。

### 第7曲：間奏曲
"Intermezzo" Allegretto 4/4拍子
尽きない機知と趣の中をゆるりと進むような曲想を持ちながら、目のくらむようなピアノの技巧が披露される。スウィングするメロディに始まり、しばらくして左手がストライドのリズムを奏すると三度重音の練習曲の趣を呈する。やがて左手のリズムも2倍の速度を取り、曲は明るく結ばれる。

### 第8曲：終曲
"Finalle" Prestissimo 2/2拍子
ソナタ形式。第1曲や第3曲を想起させるような力に溢れている。8分音符主体の第1主題と、第2曲でも使われた第2主題によって構成される。コーダを経て華々しく全曲に終止符を打つ。